# 荒金啓治
荒金 啓治（あらかね けいじ、1897年（明治30年）5月2日 - 1988年（昭和63年）11月28日）は、大分県の政治家である。5期20年にわたって別府市長を務めた。
孫に公益社団法人創玄書道会理事の荒金大琳がいる。

## 概要
- 出生地：大分県別府市
- 出身校：別府北尋常高等小学校高等科（大正3年卒）
- 前職：大分県別府市長（5期20年）
- 所属政党：無所属
- 別府市名誉市民第一号[2]
- 戦後 初代 大分県議会議長[3]